# Tyren fra Bronx
Tyren fra Bronx (originaltitel: Raging Bull) er en amerikansk film fra 1980, instrueret af Martin Scorsese efter manuskript af Paul Schrader og Mardik Martin. Den er baseret på selvbiografien Raging Bull: My Story af den tidligere boksemester Jake LaMotta. Hovedrollen spilles af Robert De Niro som portrætterer en både temperamentsfuld, paranoid og stædig bokser, der langsomt fjerner sig fra sine venner og familie.

## Modtagelse
Tyren fra Bronx modtog i begyndelsen blandende anmeldelser, men fik med tiden stor kunstnerisk anerkendelse.[kilde mangler] Mange kritikere var blevet frastødt af filmens meget voldelige karaktér og de usympatiske typer i hovedrollerne. På den anden siden blev fotograferingen og klipningen rost fra alle sider; det fik nogle til at kalde den en tom stiløvelse. Budgettet var på 18 millioner $, men alligevel indtjente 23 millioner $ million. Et af filmens problemer var dog især at dens grumsede realisme virkede fejlplaceret i en periode hvor Steven Spielberg og George Lucass film dominerede filmindustrien.
De Niro vandt alligevel Oscar som bedste mandlige hovedrolle. Thelma Schoonmaker vandt en for sin klipning, med den begrundelse at stilen i denne film var meget forskellig fra og langt mere dramatisk end hvad man ellers havde set i boksefilm, fx Rocky-serien. Derudover blev Joe Pesci nomineret som bedste mandlige birolle, Cathy Moriarty som bedste kvindelige birolle, Michael Chapman for bedste lyd, Donald O. Mitchell, Bill Nicholson, David J. Kimball og Les Lazarowitz som bedste producere, og ikke mindst som bedste film; den tabte dog til Robert Redfords Ordinary People. De Niro takkede ved modtagelsen Joey La Motta, selv om, som han sagde: "he is suing us."[kilde mangler]
I slutningen af 1980'erne havde Tyren fra Bronx cementeret sit ry som en moderne klassiker, og er i flere sammenhænge blevet udvalgt som en af de bedste film nogensinde.

## Analyse
Roger Ebert beskrev Tyren fra Bronx i hans Great Movies som den bedste film nogensinde som omhandlede følelsen jalousi, og han kaldte den endda vore dages Othello. Ebert mener at filmen indeholder mange paralleller til netop dette stykke af William Shakespeare. Jake LaMotta mistænker konstant sin kone Vikki for at være utro, endda med hans egen bror. I modsætning til skuespillet er der dog ingen Iago til at vildlede ham, i filmen udfylder Jakes usikkerhed, misundelse og paranoia den rolle.

## Trivia
For at kunne spille rollen som den ældre LaMotta skulle De Niro angiveligt havde spist hele pizzaer, masser af is og drukket større mængder øl dagligt indtil han nåede op på den ønskede vægt. Derudover skulle han have tilbragt yderligere tre måneder i Paris, hvor han spiste på de fineste restauranter.[kilde mangler]